# Hackspettar
Hackspettar (Picidae) är en familj bland fåglarna.

## Utseende och anatomi
Hackspettarna har en rak, stark, smal och vass näbb, med nästan cirkelrunt tvärsnitt, dock skiljer sig den proportionerliga längden mycket mellan olika grupper av hackspettar. Den maskliknande tungan har i spetsen en förhårdning och kan sträckas ut mycket långt med hjälp av tungbenets mycket långa horn, som löper under huden runt om hela hjärnskålen ända till näbbroten. Spottkörtlarna är mycket stora. Klorna är starka och krökta. Yttertån är riktad bakåt och framtårna vid basen något sammanväxta.

## Utbredning
Det finns över 380 arter av hackspettar som förekommer över stora delar av jorden med undantag av Australasien, Nya Zeeland, Nya Guinea, Madagaskar, Syd- och Nordpolen och inte heller på några av Stilla havets öar.
Överlag är hackspettar trädlevande och störst artvariation finns i tropisk regnskog men de förekommer över stora delar av jorden, så gott som överallt där det finns träd. Bambuskog och savann fungerar också bra som habitat för vissa arter av hackspettar. Det finns till och med ett fåtal som lever i trädlösa områden, som steniga branter och i ökenområden med kaktusar.

## Ekologi

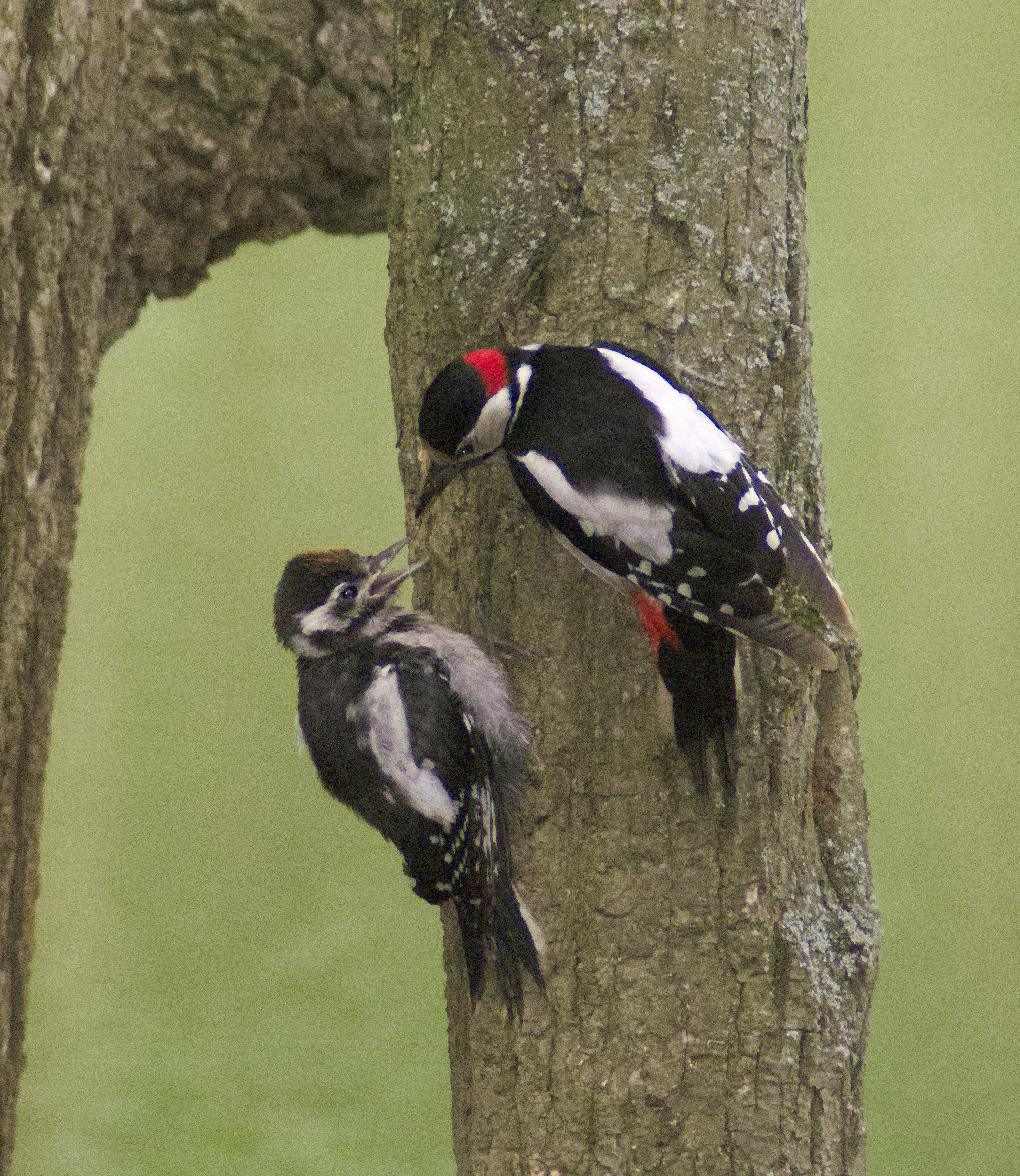
En hackspett matar en unge

Hackspettarna varierar från ickesociala arter som är aggressiva mot artfränder och lever ensamma utanför häckningstid, till arter som lever i grupp. De grupplevande arterna tenderar att kunna ansluta sig till andra grupper av insektsätande fåglar för att ha större chans att undvika rovdjur och för att effektivisera födosöket.
Hackspettar lever till största delen av spindlar, insektsägg och insekter, som skalbaggar, termiter, myror och larver. Många hackspettar fångar sin föda genom att med näbben hacka hål i träd och fiska ut bytet med sin långa, taggiga tunga.  Detta innebär även att de håller träd fria från att bli massangripna av skadedjur. Dvärgspettarna hackar inte i ved utan födosöker i mjuk multnad ved. Andra, som gröngölingar och göktytor födosöker oftast eller uteslutande på marken. Hackspettar är en så kallad opportunist, vilket innebär att den inte gör skillnad på om bytet är levande eller inte och de äter även frukt, nötter och träsav, där det senare är viktigt för släktet savspettar.
Hackspettar är överlag monogama. Hos de egentliga hackspettarna hjälps paret åt att bygga ett nytt bo varje säsong genom att hacka en trädhåla vilket kan ta upp till en månad och som efter säsongens slut används av andra djur. Andra arter, som dvärgspettarna hackar inte egna hålor utan återanvänder andras.

## Släkten i familjen
Familjen omfattar följande släkten, med systematik och artantal efter AviList:
- Göktytor (Jynx) – två arter
- Picumnus – 25 arter dvärgspettar
- Verreauxia – afrikansk dvärgspett
- Sasia – två arter dvärgspettar
- Nesoctites – hispanioladvärgspett
- Hemicircus – två arter dvärgspettar
- Micropternus – rostspett
- Meiglyptes – fyra arter
- Gecinulus – tre arter
- Flamspettar (Dinopium) – fem arter
- Gröngölingar (Picus) – 13 arter
- Grönspettar (Chrysophlegma) – tre arter
- Pardipicus – två arter
- Geocolaptes – markspett
- Campethera – tio arter
- Mulleripicus – fyra arter
- Spillkråkor (Dryocopus) – sex arter
- Celeus – tolv arter
- Piculus – fem arter
- Colaptes – 14 arter, varav en utdöd
- Campephilus – tolv arter
- Umbraspettar (Blythipicus) – två arter
- Sultanspettar (Chrysocolaptes) – tio arter
- Savspettar (Sphyrapicus) – fyra arter
- Xiphidiopicus – kubaspett
- Melanerpes – 23 arter
- Picoides – tre arter
- Yungipicus – sju arter
- Leiopicus – mahrattaspett
- Dendrocoptes – tre arter, däribland mellanspett
- Chloropicus – tre arter
- Dendropicos – tolv arter
- Dendrocopos – tolv arter, däribland större hackspett
- Dryobates – sex arter, däribland mindre hackspett
- Leuconotopicus – sex arter
- Veniliornis – 14 arter

## Namn
Det finns många dialektala och föråldrade svenska namn på hackspettar. Dock är det inte alltid klart vilken art som avses. I norra Sverige har namnet knarr varit synonym för hackspett, exempelvis kallades gröngöling för vedknarr eller vedaknarr. Andra uttalsvarianter av knarr förekommer också, som träknorr i Norrbotten, törvedaknarr i Västerbotten och törvedaknårr i Norrbotten, (Överkalix) Andra föråldrade namn är hackspjutt och parrfogel.
| Namn               | Trakt                 | Anteckning   | Referens |
| ------------------ | --------------------- | ------------ | -------- |
| Hackspjutt         |                       |              | [ 3 ]    |
| Parrfogel          |                       |              | [ 3 ]    |
| Ved(a)knarr        | Norrland              | Gröngöling   | ,        |
| Träknorr           | Norrbotten            |              |          |
| Törrfuruvedagocken | Pite älvdal           | Piteådialekt | [ 5 ]    |
| Törve(da)knarr     | Västerbotten          |              |          |
| Törvedaknårr       | Norrbotten, Överkalix |              | [ 4 ]    |